# Elias David Häusser
Elias David Häusser (også Haüsser) (døbt 26. juni 1687 i Erfurt, død 16. marts 1745 i Nyborg) var en tysk barokarkitekt i dansk tjeneste. Han er kendt som arkitekten for det første Christiansborg Slot, selvom designet næsten med sikkerhed stammer fra mere kendte østrigske arkitekter.
Elias David Häusser var født 1687 (døbt 26. juni) i Erfurt i Tyskland, hvor hans fader David Häusser (1645-1709) var kurmainzlig "Ober-Stadt- und Landbaumeister" i Erfurt, hans moder Johanna Maria Evander (1666-1741). I sin ungdom lagde han sig efter studiet af den civile og militære arkitektur og opholdt sig nogen tid ved hertugen af Sachsen-Gothas hof, hvor han underviste dennes brødre i matematik og militærarkitektur. For i praksis at få anvendelse for sine kundskaber gik han i polsk-sachsisk krigstjeneste, i hvilken han avancerede til løjtnant. Han deltog med sachsiske tropper som ingeniør i de af de allierede armeer under Hertugen af Marlborough og Prins Eugen af Savoyen foretagne erobringer af de spansk-nederlandske (belgiske) fæstninger Tournay og Mons og den dermed i forbindelse stående forcering af de franske linjer Condé—Mons—Maubeuge i 1709 (Den spanske Arvefølgekrig), men måtte i anledning af faderens samtidig indtrufne dødsfald forlade krigstjenesten og vende tilbage til Erfurt for at ordne nogle familieanliggender. Da dette var sket, besluttede han sig til atter at drage udenlands, og han kom da til København i begyndelsen af 1711. Her fik han lejlighed til at forevise nogle af sine rids for kongen og blev efter ansøgning 16. februar 1711 udnævnt til sekondløjtnant ved Garden til Fods. Han deltog med denne i felttoget i Mecklenburg og Pommern i 1711-12, men kaldtes i november 1712 tilbage til København for at ansættes som informator for kronprinsen, den senere Christian VI, i ingeniørkunsten. Han udnævntes til kaptajn af Infanteriet i 1713 og erholdt karakter som major af samme våben i 1716 samt vedblev at være kronprinsens lærer indtil 1719. I 1720 ansattes han som ingeniørkaptajn ved den danske fortifikationsetat, og han blev 1723 oberstløjtnant af Fortifikationen og chef for Fortifikationsetaten. Som sådan erholdt han følgende udnævnelser: 1724 generalkvartermester, 1731 oberst af Infanteriet og 1735 brigader af Infanteriet. Han afgik 3. marts 1738 fra Fortifikationsetaten og blev generalbygmester.
I 1733-1742 forestod han opførelsen af Christiansborg Slot på det nedbrudte Københavns Slots plads. Det nye slot byggedes til dels efter planer, som var indforskrevet fra Østrig, og Häusser var således ikke slottets arkitekt i ordets egentlige forstand, om han end i flere retninger måtte foretage afvigelser fra det oprindelige projekt for at omplante dette på dansk grund og afpasse det efter de stedlige forhold og de særlige krav, som stilledes.
Den ældst kendte facadetegning til Christiansborg vidner om afhængighed af overlandbygmester J.C. Kriegers stil, men dens proportioner er ringe. Også en bevaret generalplan er temmelig primitiv. Et bevaret sæt tegninger fra året efter illustrerer et helt andet og meget mere modent slotsprojekt i en østrigsk-sydtysk barokstil, der er klart inspireret af Johann Lucas von Hildebrandt og Balthasar Neumann. Penneføringen i de to tegninger er så forskellig, at det næppe er Häusser, der har udført begge og ændret stil så meget på blot et år. Man ved, at kongen ledte efter en duelig arkitekt i udlandet, men historien beretter ikke, hvorvidt det lykkedes. På det modne sæt tegninger har Häusser attesteret, at tegningerne er nøjagtige kopier af et sæt, som kongen har betroet ham, hvilket også peger i retning af, at Häusser blot har udført en anden mands projekt.
Til gengæld er der ingen tvivl om, at Häusser har været ansvarlig for at reducere kompleksiteten i det oprindelige projekt, hvor taget ligesom Belvedere-slottet i Wien er opdelt i selvstændige enheder, og hvor tårnet krones af en løgkuppel. Slottet blev udført med kun ét samlet tag og et tårn, der ikke havde en løgkuppel, men et mere behersket spir.
Häussers andel i planlægningen af etagerne er det ingen tvivl om, men hans stil var gammeldags og præget af kendskab til Leonhardt Christoph Sturms værker fra 1720'erne. Derfor måtte han afgive opgaven med indretningen af slottets fornemme suiter i kongens og kronprinsens etager til de yngre hofbygmestre, Lauritz de Thurah og Nicolai Eigtved, og selv nøjes med de øvrige etagers mindre vigtige rum. Eigtved stod også for ridebaneanlæggets pavilloner og Marmorbroen samt nogle de dekorative enkeltheder til facaden af slottet. Også opgaven med Christiansborg Slotskirke (brændt med slottet 1794) mistede Häusser til sine to yngre kolleger.
1741 blev Häusser kommandant i Nyborg, i hvilken stilling han i 1742 udnævntes til generalmajor. Han døde der 16. marts 1745 efter langvarig sygdom. Häusser er begravet i Vor Frue Kirke.
Han blev gift ca. 1713 med Christina Sophia Heym (ca. 1692 – 7. oktober 1761 i København), datter af sekondløjtnant senere stadsmajor i Rendsborg, Hans Martin Heym og Margrethe Elisabeth NN.

## Værker
- Tilskrevet frontespicer på Vester- og Amagerport (1722-24, nedrevet 1856)
- Stokhuset ved Østervold (1722, nedrevet 1929)
- Hovedvagten på Kongens Nytorv (1724, nedbrudt 1875)
- Kommandantgården og statsfængslet i Kastellet, København (1725, fredet)
- Projekter til Christiansborg Slots hovedkarré og ridebaneanlæg (1731 og 1732)
- Tegninger til vogngården, gardestalden og prinsens stald bag slotskirken, sammesteds
- Projekt til slottets hovedtrappe (ikke udført)
- Projekt til slotskirkens interiør (ikke udført)
- Ledelse af hele slottets opførelse (indtil 1742)
- Slotsholmens hovedvagt ved Børskanalen (1737)
- Restaurering af Charlottenborg, Kongens Nytorv (1736-37)
- Udkast til sandflugtsmonument, Tisvilde (1737)
- Hvælvingebroen over Susåen, Herlufsholm, Næstved (ca. 1740, fredet)
- Gartnerbolig til Frederiksdal, Lyngby (1741, fredet)
- Det Harboeske Enkefruekloster, Stormgade, København (1741, senere ombygget af Lauritz de Thurah 1755 og C.F. Harsdorff 1772, fredet)